# Īrdī Mūsá
Īrdī Mūsá (persiska: اِردی موسَى, يرد موسی, ايردی موسی, Erdī Mūsá) är en ort i Iran.   Den ligger i provinsen Ardabil, i den nordvästra delen av landet, 400 km nordväst om huvudstaden Teheran. Īrdī Mūsá ligger 1 505 meter över havet och antalet invånare är 725.
Terrängen runt Īrdī Mūsá är kuperad åt sydväst, men åt nordost är den platt.Runt Īrdī Mūsá är det ganska tätbefolkat, med 139 invånare per kvadratkilometer. Närmaste större samhälle är Ardabil, 15,0 km öster om Īrdī Mūsá. Trakten runt Īrdī Mūsá består i huvudsak av gräsmarker.